# Paolo Grossi (juriste)
Pour les articles homonymes, voir Paolo Grossi.
Paolo Grossi, né le 29 janvier 1933 à Florence, où il est mort le 4 juillet 2022, est un juriste et historien du droit italien, juge à la Cour constitutionnelle du 23 février 2009 au 23 février 2018 et président de ladite institution à partir du 24 février 2016.

## Biographie

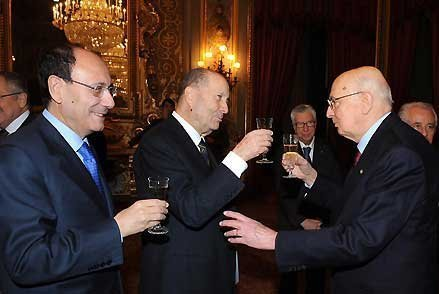
Paolo Grossi (au centre), Giorgio Napolitano (à droite) et Renato Schifani en 2009.

Paolo Grossi est né à Florence en 1933. Juriste et historien du droit, ancien professeur (1963) à l'université de Macerata puis d'histoire du droit médiéval et moderne (1966) à l'université de Florence, il est nommé juge constitutionnel en 2009 par le président de la République Giorgio Napolitano et est membre national de l'Académie des Lyncéens (Accademia dei Lincei).
De 2016 à 2018, Paolo Grossi est président de la Cour constitutionnelle de la République italienne, élu à l'unanimité après la démission d'Alessandro Criscuolo.

## Publications

### En français
- L'Europe du droit, Le Seuil, 2011 (éd. or., 2007)

### En italien
- La proprietà e le proprietà nell'officina dello storico, Milan, Giuffrè, 1988[9] (2ª éd., préface « Venti anni dopo », Naples, Editoriale Scientifica, 2006) ;
- L'ordine giuridico medievale, Rome - Bari, Laterza, 1995 (3ª éd. augmentée, 2006) ;
- Assolutismo giuridico e diritto privato, Milan, Giuffrè, 1998 ;
- Scienza giuridica italiana. Un profilo storico (1860-1950), Milan, Giuffrè, 2000 ;
- Mitologie giuridiche della modernità, Milan, Giuffrè, 2001 (3ª éd. augmentée, 2007) ;
- Prima lezione di diritto, Rome - Bari, Laterza, 2003 ;
- Il diritto tra potere e ordinamento, Naples, Editoriale Scientifica, 2005 ;
- Società, diritto, stato. Un recupero per il diritto, Milan, Giuffrè, 2006 ;
- L'Europa del diritto, Rome - Bari, Laterza, 2007 ;
- Uno storico del diritto alla ricerca di se stesso, Bologne, Il Mulino, 2008 ;
- Nobiltà del diritto. Profili dei giuristi, Milan, Giuffrè, 2008.